# Paolo Morrone

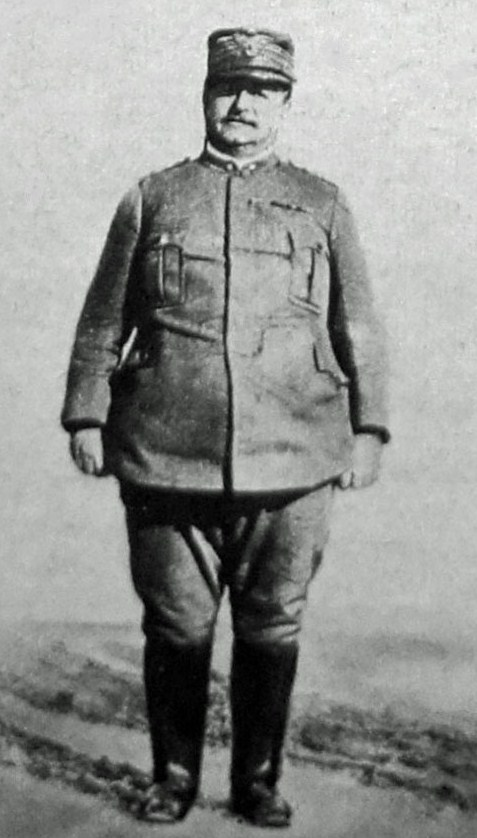
Paolo Morrone

Paolo Morrone, född 3 juli 1854 i Torre Annunziata, död 4 januari 1937 i Rom, var en italiensk militär och politiker. 
Morrone blev officer vid infanteriet 1874, generalmajor 1908, generallöjtnant och souschef vid generalstaben 1911. Han var under första världskriget 1915 armékårschef, 1916–17 krigsminister under Antonio Salandra och Paolo Boselli och därefter chef för 4:e armén (på Tyrolerfronten) och 1918, för 5:e (9:e) armén (strategisk reserv). År 1923 avgick han ur aktiv tjänst.